# Weird: The Al Yankovic Story
Pour les articles homonymes, voir Weird.
Pour plus de détails, voir Fiche technique et Distribution.
Weird: The Al Yankovic Story est un film américain réalisé par Eric Appel sorti en 2022. Il s'agit d'un film biographique sur le chanteur et humoriste « Weird Al » Yankovic.

## Fiche technique
Sauf indication contraire, les informations mentionnées dans cette section peuvent être confirmées par la base de données cinématographiques IMDb,  présente dans la section « Liens externes ».
- Titre original : Weird: The Al Yankovic Story
- Réalisation : Eric Appel
- Scénario : Eric Appel et « Weird Al » Yankovic
- Musique : Leo Birenberg et Zach Robinson
- Décors : Dan Butts
- Photographie : Ross Riege
- Montage : Jamie Kennedy
- Production : Lia Buman, Mike Farah, Joe Farrell, Tim Headington, Whitney Hodack, Max Silva et « Weird Al » Yankovic
  - Production déléguér : Eric Appel, Zachary Halley, Henry R. Munoz III et Neil Shah
- Sociétés de production : Funny or Die, Tango Entertainment et The Roku Channel
- Société de distribution : The Roku Channel (États-Unis)
- Pays de production :  États-Unis
- Langue originale : anglais
- Format : couleur
- Genre : comédie biographique, film musical
- Durée : 108 minutes
- Dates de sortie[1] :
  - Canada : 8 septembre 2022 (Festival de Toronto)
  - États-Unis : 6 octobre 2022 (Beyond Fest) ; 4 novembre 2022 ((en vidéo à la demande sur The Roku Channel)

## Distribution
- Daniel Radcliffe : « Weird Al » Yankovic
- Evan Rachel Wood : Madonna
- Rainn Wilson : Dr. Demento
- Toby Huss : Nick Yankovic
- Julianne Nicholson : Mary Yankovic

 Source et légende : version française (VF) sur RS Doublage

## Production
En 2010, le site internet humoristique Funny or Die dévoile une fausse bande-annonce de Weird: The Al Yankovic Story, un supposé film biographique réalisé par Eric Appel avec Aaron Paul dans le rôle de « Weird Al » Yankovic. Dans cette vidéo de 3 minutes, on peut également voir Al Yankovic lui-même ainsi qu'Olivia Wilde (qui interprète Madonna), Patton Oswalt (Dr. Demento), Gary Cole et Mary Steenburgen. En janvier 2022, il est annoncé que le film va réellement voir le jour, cette fois avec Daniel Radcliffe dans le rôle-titre. Le film sera réalisé par Eric Appel, qui coécrit le scénario avec Al Yankovic. Daniel Radcliffe pense que Al Yankovic l'a choisi notamment après avoir vu son interprétation de la chanson The Elements de Tom Lehrer dans l'émission The Graham Norton Show en novembre 2010. Présent dans la fausse bande-annonce de 2010, Aaron Paul devait faire un caméo dans le film mais n'a finalement pu y participer.
Le tournage débute le 10 février 2022 à Los Angeles,.
En mars, Evan Rachel Wood, Rainn Wilson, Toby Huss et Julianne Nicholson sont également annoncés. Les prises de vues s'achèvent le 8 mars 2022.